# 大分市立木佐上小学校
大分市立木佐上小学校（おおいたしりつ きさがみしょうがっこう）は、大分県大分市大字木佐上にあった公立小学校。

## 概要
大分市東部（旧佐賀関町西部）の臼杵市と隣接し、旧大分市とも隣接していた木佐上地区に位置し、田園地帯に囲まれた場所に置かれている。平成に入ってからは常に児童数が100人を下回っており、ここ5年間では50人を切っている（2009年現在）。
田植えやうなぎつかみ、アジサイの挿し木を行うなど、地域と連携した体験活動を行っている。
2015年度末をもって閉校が決まった。

## 沿革
- 1876年 - 木佐上小学校設立。校舎は個人宅を使用。
- 1887年 - 木佐上簡易学校となる。
- 1887年 - 小学校令により木佐上尋常小学校となる。
- 1896年 - 現所在地に校舎落成。
- 1911年 - 6年制となる。
- 1920年 - 新校舎落成。
- 1941年 - 国民学校令により神崎村立木佐上国民学校となる。
- 1945年 - 空襲が激しいため分散教育をする。
- 1947年 - 学制改革により木佐上小学校となる。
- 1948年 - 木佐上小PTAを結成。
- 1955年 - 昭和の大合併により佐賀関町立木佐上小学校となる。
- 1970年 - 校歌、校旗の制定。
- 1971年 - 幼稚園併設。
- 1982年 - 新校舎完成。
- 1986年 - プール完成。
- 1995年 - 平成の大合併により佐賀関町が消滅。大分市立木佐上小学校となる。
- 2015年 - 大分市立こうざき小学校へ統合。

## 教育方針
変動する社会と教育環境の中で、地域や学校の特性と児童の実態を踏まえ、知・徳・体の調和のとれた教育実践を基盤とし、心豊かでたくましい主体的に生きる児童の育成をめざす。

## 学校行事
| - 4月 お見知り遠足 - 5月 修学旅行（6年） - 6月 田植え・うなぎつかみ | - 7月 アジサイのさし木 - 8月 平和授業 - 9月 小運動会 | - 10月 秋季大運動会、稲刈り - 11月 駅伝大会 - 12月 ふれあい餅つき・感謝の会 | - 1月 スケート遠足 - 2月 開校記念日、長縄大会 - 3月 6年生を送る会 |

## 通学区域
木佐上

## 周辺施設
- 幸崎駅

## アクセス
- 鉄道：JR日豊本線幸崎駅より徒歩約27分[4]